# 夏美的螢火蟲
《夏美的螢火蟲》（日語：夏美のホタル）為日本作家森澤明夫創作的小説。2010年12月由角川書店出版平裝本，2014年8月23日由角川文庫出版文庫本。2016年改編為同名電影，由廣木隆一執導。

## 故事概要
以攝影師為志向的大學生相羽慎吾，為了拍攝於溪間飛舞的螢火蟲，與同樣喜歡攝影的女友夏美造訪山間村落，之後決定在此度過暑假，借住在當地年邁母子經營的老舊雜貨店中。在村落停留期間，兩人遇見生活於此處的多位村民，深深為此地的美景及與世無爭的生活模式所吸引。某日慎吾與夏美得知雜貨店老闆的哀傷過去，兩人除了深思是否該為老闆做些什麼以外，也開始考慮未來該走的路…

## 電影
同名電影2016年6月11日於日本上映，由廣木隆一執導、有村架純主演。全片於千葉縣市原市、鴨川市、君津市及夷隅郡大多喜町取景。

### 登場人物
- 河合夏美：有村架純
- 相羽慎吾：工藤阿須加
- 榊山雲月：小林薫
- 福井惠三：光石研
- 福井保惠（福井ヤスエ）：吉行和子
- 河合忠男：淵上泰史
- 公英：村上虹郎
- 美也子：中村優子

### 製作團隊
- 導演：廣木隆一
- 原作：森澤明夫
- 製作：松本光司、井上義久、堀内大示
- 劇本：片岡翔、港岳彥
- 音樂：石橋英子
- 主題歌： Uru「星の中の君」（星星中的你）
- 攝影：花村也寸志
- 編審：菊池純一
- 製作人：田中清孝、柴原祐一
- 共同製作人：宇田川寧
- 美術：丸尾知行
- 裝飾：佐佐木博崇
- 音樂製作人：杉田壽宏
- 錄音：深田晃
- 音響效果：佐藤祥子
- 燈光：北岡孝文
- 服裝：高橋沙也加
- 髮型：永江三千子
- 角色設定：安生泰子
- 執行製片：湊谷恭史
- 責任製作：村山亞希子
- 副導演：中里洋一
- 場記：押田智子
- 視覺效果：松本肇

## 得獎
- 第29屆日刊體育電影大獎 新人獎（有村架純、另以電影《何者》獲得此獎項）[3]
- 2016年度電影旬報 新人男演員獎（村上虹郎、另以電影《Distraction babies》獲得此獎項）[4]

## 外部連結
- 《夏美的螢火蟲》電影官方網站 （页面存档备份，存于）